# Ляшко, Николай Николаевич
Николай Николаевич Ляшко́ (настоящая фамилия — Ля́щенко; 1884—1953) — русский советский прозаик украинского происхождения.

## Биография

Могила Ляшко на Новодевичьем кладбище Москвы

Родился 7 (19 ноября) 1884 года в Лебедине (ныне Сумская область, Украина). Отец был солдатом, мать — крестьянкой.
В 11 лет начал трудовую жизнь в Харькове (мальчиком в кофейной, учеником на кондитерской фабрике), в 1899 году стал учеником токаря, работал на заводах Харькова, Николаева, Севастополя, Ростова-на-Дону.
С 1901 года участвовал в рабочем движении, в 1903 году был выслан в Олонецкую губернию как социал-демократ.
В 1908—1911 годах отбывал ссылку в Вологодской губернии, в 1914 году приговорён к году заключения в крепости за издание журнала «Огни». Первые литературные публикации относятся к 1905 году.
В 1918—1919 годах был связан с Пролеткультом, в 1920 году вошёл в группу «Кузница», где считался самым одарённым прозаиком. Наибольшую известность имела его повесть «Доменная печь» на тему восстановления промышленности после Гражданской войны. Член ВКП(б) с 1928 года.
Умер 26 августа 1953 года. Похоронен в Москве на Новодевичьем кладбище (участок № 4).

## Награды
- орден Трудового Красного Знамени (25.11.1944)
- орден «Знак Почёта» (31.1.1939)
- медали

## Сочинения
- Леснушка (сказка), 1914—1923
- Рассказы. В 2-х кн., 1922-23
- Железная тишина, 1922
- Крепнущие крылья, 1922
- Доменная печь (Записки доменного мастера), производственная повесть, 1924-25
- Марьина родина, 1926
- С отарой, 1927
- Сказки, 1930
- Сладкая каторга, 1934—1936 (автобиографический роман о кондитерской фабрике в двух частях)
- Камень у моря, 1939
- Никола из Лебедина, 1951 (автобиографическая повесть о детстве)

### Издания
- Собрание сочинений. В 6-ти тт., 1926—1927.
- Сочинения. В 3-х тт., 1955.